# Stichopathes echinulata
Stichopathes echinulata is een Antipathariasoort uit de familie van de Antipathidae. De wetenschappelijke naam van de soort is voor het eerst geldig gepubliceerd in 1889 door Brook.